# Palmarès
Palmarès es una palabra de la lengua francesa usada para denominar una lista de victorias, títulos o conquistas de un deportista, de un club, de un escritor, etc. También se puede utilizar para clasificar el éxito en la industria discográfica, equivaliendo a la expresión de la lengua inglesa hit parade.
Su origen es la palabra latina palmaris, derivada de "palma", o sea, aquel que merece la palma, símbolo recurrente de premios y condecoraciones en la Roma Antigua.